# Kabinett Hoffmann I (Bayern)
Das Kabinett Hoffmann I bildete vom 17. März bis 31. Mai 1919 die Landesregierung von Bayern. Am 7. April war Johannes Hoffmann gezwungen, aufgrund der Ausrufung der Münchner Räterepublik mit seinem Kabinett und dem Landtag nach Bamberg auszuweichen.

## Mitglieder
| Amt                           | Name                               | Bild | Partei | Partei |
| ----------------------------- | ---------------------------------- | ---- | ------ | ------ |
| Ministerpräsident             | Johannes Hoffmann                  |      |        | MSPD   |
| Äußeres                       | Johannes Hoffmann                  |      |        | MSPD   |
| Kultus und Unterricht         | Johannes Hoffmann                  |      |        | MSPD   |
| Justiz                        | Fritz Endres                       |      |        | MSPD   |
| Inneres                       | Martin Segitz                      |      |        | MSPD   |
| Finanzen                      | Karl Neumaier 25. März – 12. April |      |        | MSPD   |
| Finanzen                      | Sigmund Haller von Hallerstein     |      |        | MSPD   |
| Soziales                      | Hans Unterleitner bis 12. April    |      |        | USPD   |
| Soziales                      | Hans Gasteiger                     |      |        | MSPD   |
| Militär                       | Ernst Schneppenhorst               |      |        | MSPD   |
| Handel, Industrie und Gewerbe | Josef Simon bis 7. April           |      |        | USPD   |
| Handel, Industrie und Gewerbe | Martin Segitz                      |      |        | MSPD   |
| Landwirtschaft                | Martin Steiner                     |      |        | BB     |